# 猪俣公章
猪俣 公章（いのまた こうしょう、1938年〈昭和13年〉4月11日 - 1993年〈平成5年〉6月10日）は、日本の作曲家・作詞家。福島県河沼郡会津坂下町出身。
本名は同じ漢字表記で「いのまた きみあき」と読む。

## 経歴・人物
旧制京都帝国大学工学部電気工学科出身で東北電力勤務の父と、福島市で料亭を経営する母の間に生まれた。家は猪俣総本家であった。
小学5年生の頃から独学で作曲をするようになり、中学時代に作曲家を志望する。中学卒業後は上京して開成高等学校に進学。高校卒業の頃、実家の家計状況が苦しくなったため、大学入学費用を稼ぐべく1年間の浪人生活を選ぶ。喫茶店のボーイ、ペンキ職人、バーテンダーなどで入学費用を貯めた。
1958年に日本大学芸術学部音楽科へ入学。入学後は新橋や銀座のキャバレーを回るバンド演奏のアルバイトをしてベースを担当し、大学では音楽理論を学ぶ。大学3年次の1960年に古賀政男が設立したプロダクションにスタッフとして採用され、事実上の門下生として古賀政男に商業音楽を師事。大学卒業後の1962年にビクターレコードと契約。
1964年、鈴木やすし『僕の手でよかったら』作曲家デビュー。1966年に森進一のデビュー作にしてヒット作となった『女のためいき』を作曲、その後も森に『ひとり酒場で』『港町ブルース』『おふくろさん』『波止場町』『冬の旅』『さらば友よ』などの大ヒット曲を提供する。他にも水原弘『君こそわが命』、藤圭子『女のブルース』『京都から博多まで』『別れの旅』、内山田洋とクール・ファイブ『噂の女』、テレサ・テン『空港』、五木ひろし『千曲川』、海原千里・万里『大阪ラプソディー』など数多くのヒット曲を提供して成功を収めた。
また、野村将希『一度だけなら』、石川さゆり『かくれんぼ』などデビュー曲を提供した。
中でも坂本冬美『あばれ太鼓』やマルシア『ふりむけばヨコハマ』を内弟子として育て上げデビュー曲を提供した。
その他、歌手だけでなく、里村龍一や冬樹かずみなど、音楽作家の育成にも力を注いだ。
1991年に19歳年下の一般女性と結婚し一子をもうけるも、1993年に肺がんのため死去した。55歳没。

## 主な作品
- 女のためいき（1966年、作詞：吉川静夫、歌：森進一）※森のデビューシングル
- 君こそわが命（1967年、作詞：川内康範、歌：水原弘）
- 情愛 （歌：水原弘）
- 午前四時のブルース （歌：水原弘）
- ひとり酒場で （1968年、作詞：吉川静夫：森進一）
- 神戸の夜 （1968年、作詞：吉川静夫、歌：森進一）
- 女の爪あと （1969年、歌：水原弘）
- 流れ花 （1969年、歌：水原弘）
- 別れてもありがとう（1969年、歌：美空ひばり）
- 港町ブルース（1969年、作詞：深津武志、歌：森進一）
- 気にかかる（1969年、歌：園まり）
- 鳴門海峡（1969年、歌：三橋美智也）
- 花と炎（1970年、歌：美空ひばり）
- 恋ひとすじ（1970年、歌：森進一）
- 一度だけなら（1970年、作詞：山口洋子、歌：野村将希）※野村のデビューシングル
- 女のブルース（1970年、作詞：石坂まさを、歌：藤圭子）※オリコン8週連続1位
- 涙のブルース（1970年、作詞：石坂まさを、歌：藤圭子）※アルバム『女のブルース』収録
- 噂の女（1970年、作詞：山口洋子、歌：内山田洋とクール・ファイブ）
- おふくろさん（1971年、作詞：川内康範、歌：森進一）
- 大阪女のブルース（1971年、作詞：石坂まさを、歌：藤圭子）※アルバム『さいはての女』収録
- 盛り場流し唄（1971年、作詞：石坂まさを、歌、藤圭子）※アルバム『さいはての女』収録
- 故郷は地球（1971年、作詞：佐々木守、歌:柴俊夫、ハニーナイツ）※『シルバー仮面』主題歌
- 戦え！シルバー仮面（1971年、作詞：上原正三、歌:ハニーナイツ）※『シルバー仮面』挿入歌
- 渡り鳥いつ帰る（1971年、作詞：阿久悠、歌：北島三郎）
- 歳月（1971年、作詞：藤田まさと、歌：鶴岡雅義と東京ロマンチカ）
- 命あればこそ（1971年、作詞：山口あかり、歌：鶴岡雅義と東京ロマンチカ）
- 京都から博多まで（1972年、作詞：阿久悠、歌：藤圭子）
- 街の子（1972年、作詞：阿久悠、歌：藤圭子）
- 別れの旅（1972年、作詞：阿久悠、歌：藤圭子）
- 花のブルース（1972年、作詞：石坂まさを、歌：藤圭子）※アルバム『別れの旅』収録
- 東京の片隅で（1972年、作詞：石坂まさを、歌：藤圭子）※アルバム『別れの旅』収録
- 波止場町（1972年、作詞：阿久悠、歌：森進一）
- おんなの海峡（1972年、歌：都はるみ）
- かくれんぼ（1973年、作詞：山上路夫、歌：石川さゆり）※石川のデビューシングル
- 冬の旅（1973年、作詞：阿久悠、歌：森進一）
- 花風の港（1973年、歌：美空ひばり）
- 恋の雪割草（1973年、作詞：山口洋子、歌：藤圭子）
- さらば友よ（1974年、作詞：阿久悠、歌：森進一）
- 北航路（1974年、歌：森進一）
- 私は京都へ帰ります（1974年、作詞：山口洋子、歌：藤圭子）
- あなたの噂（1974年、作詞：山口洋子、歌：藤圭子）
- 空港（1974年、作詞：山上路夫、歌：テレサ・テン）
- さらばハイセイコー（1975年、作詞：小坂巖、補作詞：山田孝雄、歌：増沢末夫）
- 千曲川（1975年、作詞：山口洋子、歌：五木ひろし）※第17回日本レコード大賞最優秀歌唱賞受賞曲
- 面影の女（1975年、歌：チャダ）
- ふたりの旅路（1975年、歌：五木ひろし）
- 愛の始発（1976年、歌：五木ひろし）
- さざんか（1976年、歌：森進一）
- 峰子のマドロスさん（1976年、歌：西川峰子）
- 女になるでしょう（1976年、歌：西川峰子）
- 大阪ラプソディー（1976年、作詞：山上路夫、歌：海原千里・万里）
- ギター流して今晩わ（1977年、歌：西川峰子）
- 最後の一本（1979年、歌：美空ひばり）
- 哀愁本線（1979年、作詞：石本美由起、歌：石川さゆり）
- あばれ太鼓（1987年、作詞：たかたかし、歌：坂本冬美）※坂本のデビューシングル
- 祝い酒（1988年、作詞：たかたかし、歌：坂本冬美）
- 男の情話（1989年、作詞：松井由利夫、歌：坂本冬美）
- ふりむけばヨコハマ（1989年、作詞：たきのえいじ、歌：マルシア）※マルシアのデビューシングル
- 能登はいらんかいね（1990年、作詞：岸元克己、歌：坂本冬美）
- 火の国の女（1991年、作詞：たかたかし、歌：坂本冬美）
- 港唄（1991年、歌：石川さゆり）

　ほか多数

## CM出演
- サトウの切り餅（1978年、西川峰子と共演）